# Athenstedt
Athenstedt là một đô thị ở huyện Harz, trong bang Sachsen-Anhalt, Đức. Đô thị Athenstedt có diện tích 6,41 km².